# Пассов (Уккермарк)
Пассов (нем. Passow) — община в Германии, в земле Бранденбург.
Входит в состав района Уккермарк. Подчиняется управлению Одер-Вельзе. Население составляет 1585 человек (на 31 декабря 2010 года). Занимает площадь 53,13 км².

## Население
| Год  | Население |
| ---- | --------- |
| 2005 | 1713      |
| 2010 | 1585      |

| Год  | Численность | Численность |
| ---- | ----------- | ----------- |
| 2017 | 1454        | [ 1 ] [ 2 ] |
| 2019 | 1431        | [ 3 ]       |

## Галерея

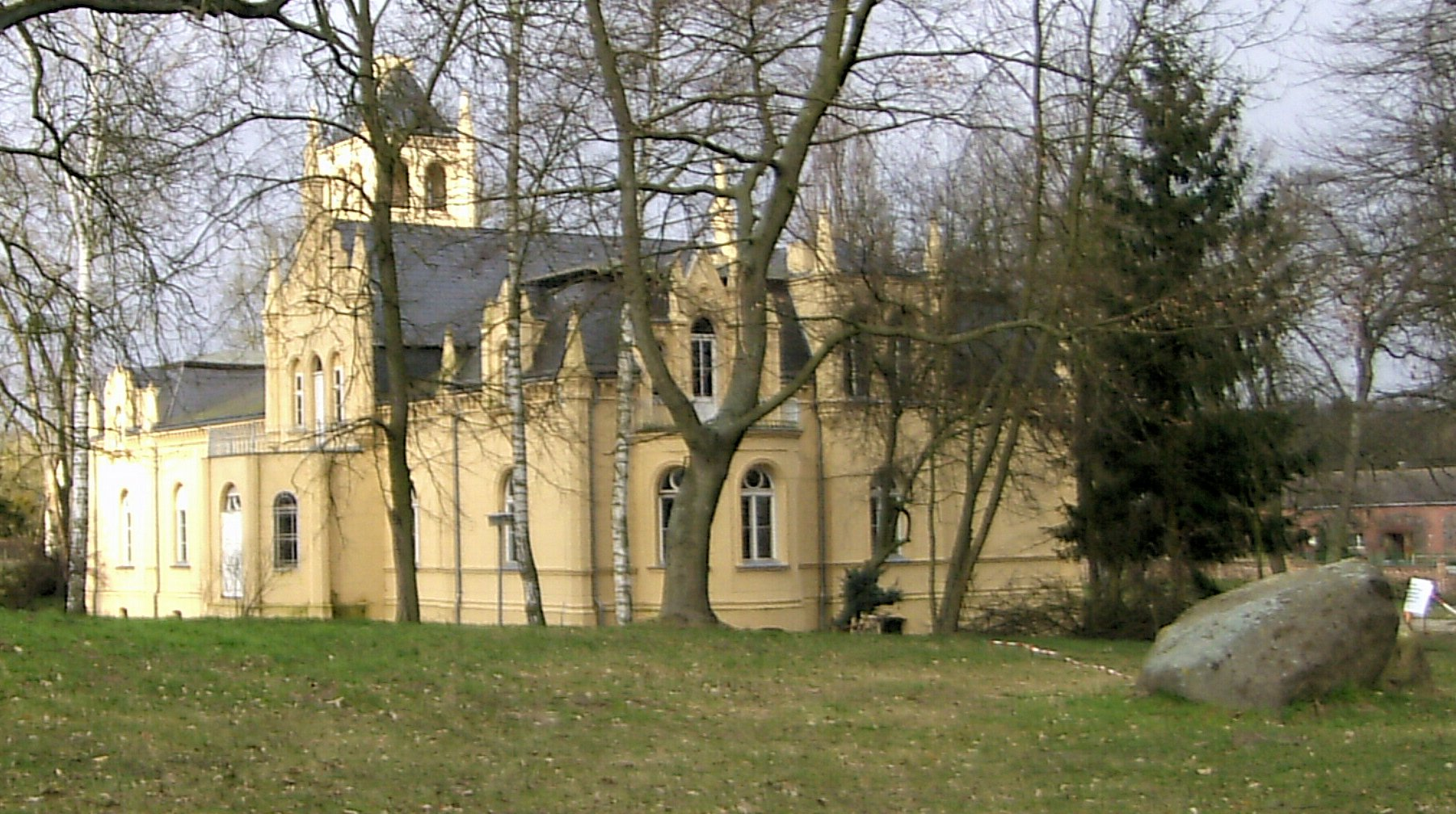
Шёноверский замок
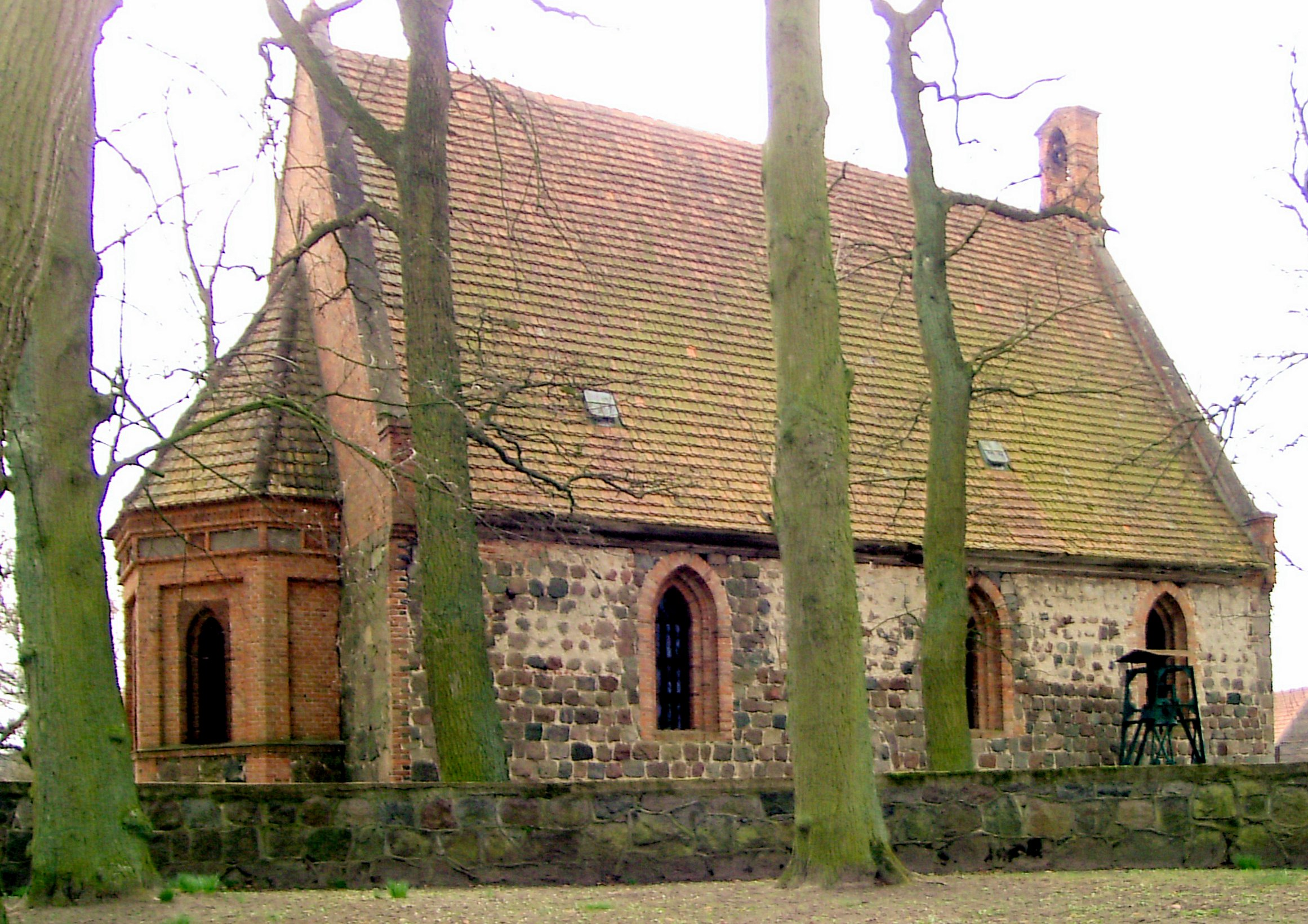
Шёновореская кирха
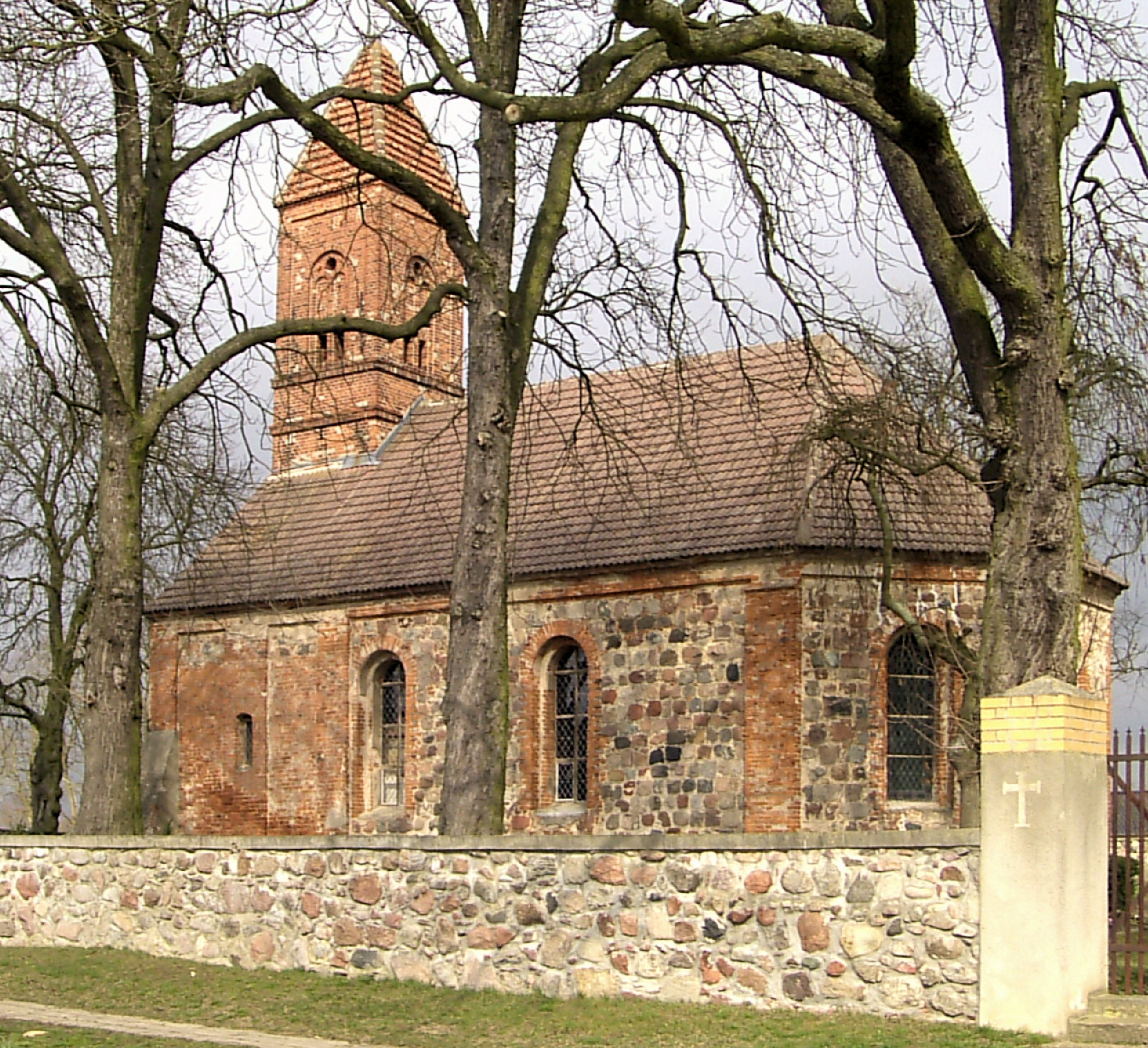
Ямиковерская кирха
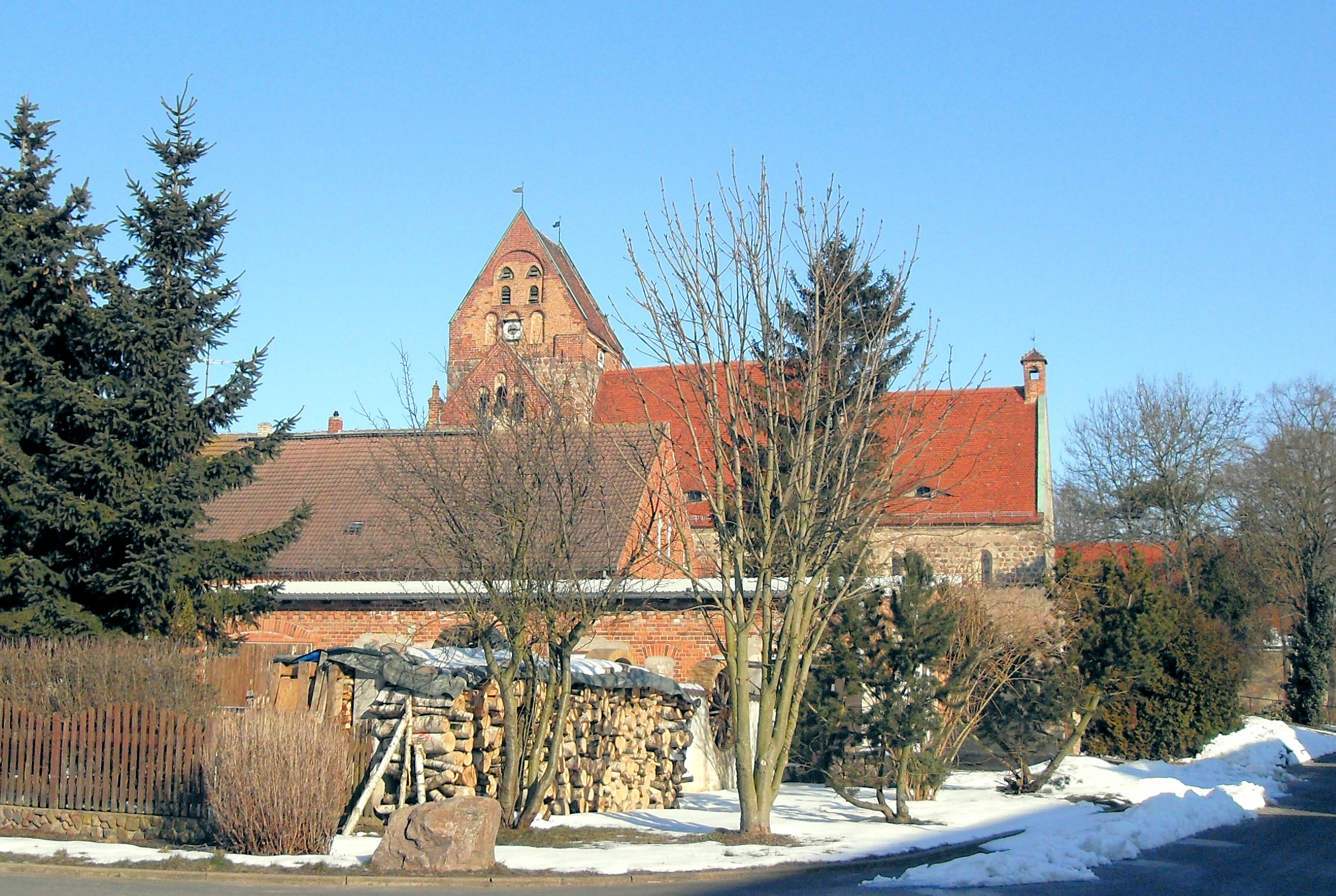
Бристерская кирха
Кирха Пассова